# Волтер Каузман
Волтер Каузман (англ. Walter Kauzmann; *18 серпня 1916, Маунт-Вернон, Нью-Йорк — †27 січня 2009, Принстон, Нью-Джерсі) — американський хімік та професор у відставці Принстонського університету. Він є автором Парадокса Каузмана в термодинаміці. В 1940-х роках Каузман брав участь в Манхеттенському проекті розробки атомної бомби.